# センターポイント駅
アッ・ラーシディーヤ（الراشدية / Rashidiya）はアラブ首長国連邦ドバイにある、ドバイメトロの駅である。

## 沿革
2009年9月9日に初期区間（当駅 - ナヒール・ハーバー&タワー間）の開通ともに開業。

## 駅構造
サウザント・サイド・オブ・エアポート・ロードと並行した高架駅で、2面3線の構造をしている。イッティサラート駅やナヒール・ハーバー&タワー駅と同様に駐車場が併設されている。左側には車庫がある。

### のりば
案内上ののりば番号は設定されていない。南側から順に、
| 路線              | 行先                                                        |
| ----------------- | ----------------------------------------------------------- |
| ■アフマル線(上り) | 当駅止まり                                                  |
| ■アフマル線(下り) | アル・イッティハード・ブルジュマーン・UAEエクスチェンジ方面 |
| ■アフマル線(下り) | アル・イッティハード・ブルジュマーン・UAEエクスチェンジ方面 |

## 利用状況
2011年では年間2,634,139人の利用客がいた。

## 駅周辺
ドバイ西部のアル・ラシディヤ地区に位置する。住居地区には学校やコミュニティー・センターがあり、ドバイ空港エキスポに最も近い駅である。また、ドバイ国際空港のロイヤル・ウイングにも最も近い。

## 隣の駅
ドバイメトロ
■アフマル線
アッ・ラーシディーヤ駅 (11) - エミレーツ航空駅 (12)